# Dimitrios Drivas
Dimitrios Drivas foi um nadador grego. Ele participou dos Jogos Olímpicos de Verão de 1896, em Atenas.
Drivas competiu nos 100 metros livre para marinheiros. Ele chegou em terceiro lugar entre três participantes, porém o tempo exato é desconhecido.